# Anne van Egmond (voetballer)
Anne van Egmond (27 april 2004) is een voetbalspeelster uit Nederland. Ze speelt als middenvelder voor ADO Den Haag.

## Carrière
Anne van Egmond maakte vijf jaar deel uit van de jeugdopleiding van ADO Den Haag voordat ze overstapte naar de hoofdmacht van de Hagenezen. Voor Jong ADO Den Haag kwam van Egmond 41 competitieduels uit. Op 21 juni 2023 tekende ze een verbintenis die haar tot medio 2024 aan de club verbonden houdt.
Op 15 september 2023 maakte van Egmond haar debuut voor ADO Den Haag in de Vrouwen Eredivisie in een thuiswedstrijd tegen PSV door in de 84ste minuut in te vallen voor Manon van Raay. In 2024 verlengde Van Egmond haar verbintenis in de Hofstad tot medio 2025.

## Privé
Van Egmond, geboren en getogen in Rijnsburg, volgde de basisschool aan de Oranje Nassauschool in Rijnsburg. Daarna behaalde ze haar HAVO diploma aan Scholengroep Leonardo da Vinci. Momenteel studeert zij fysiotherapie aan de Hogeschool Leiden.
Van Egmond is Atheïst.

## Statistieken
| Seizoen | Club         | Competitie | Competitie | Competitie | Beker | Beker | Overig | Overig | Totaal | Totaal |
| Seizoen | Club         | Competitie | Wed.       | Dlp.       | Wed.  | Dlp.  | Wed.   | Dlp.   | Wed.   | Dlp.   |
| ------- | ------------ | ---------- | ---------- | ---------- | ----- | ----- | ------ | ------ | ------ | ------ |
| 2023/24 | ADO Den Haag | Eredivisie | 7          | 0          | 0     | 0     | 0      | 0      | 7      | 0      |
| 2024/25 | ADO Den Haag | Eredivisie | 7          | 0          | 0     | 0     | 0      | 0      | 7      | 0      |
| Totaal  | Totaal       | Totaal     | 14         | 0          | 0     | 0     | 0      | 0      | 14     | 0      |

Bijgewerkt t/m 24 december 2024.